# McFarland Twins Orchestra
Das McFarland Twins Orchestra (auch The McFarland Twins and Their Orchester) war eine Band der späten 1930er- und frühen 1940er-Jahre, die von den Zwillingsbrüdern George und Artie McFarland geleitet wurde.
George und Artie McFarland, die aus Detroit stammten, waren zunächst Saxophonisten im Fred Waring Orchestra, bevor sie Ende der 1930er-Jahre ihr eigenes Tanzorchester gründeten, das zunächst ein Engagement in der New Yorker Radio City Music Hall und in The Rainbow Grill hatte und danach in Hotels in Albany und Philadelphia spielte. Ab 1940 nahmen George (Altsaxophon) und Artie McFarland, der Tenorsaxophon spielte, eine Reihe von Swing-, Novelty- und Oldtime-Nummern im Stil der Zeit auf; dabei wirkten Gastvokalisten mit wie Bert Ennis („Darkness“/„The Bells Of St. Mary’s“, OKeh 5764, 1940), Jimmy Foster („An Old Country Garden“, OKeh 6169, 1941) und Bill Roberts („The Band Played On“, OKeh 6169, 1941). Bei ihrer letzten Plattensession im Januar 1942 sangen Don Cornell und Betty Norton die Nummern „Hey Zeke (Your Country’s Callin’)“ und „When Day Is Done“ (Bluebird 11449). Im Jahr 1943 gastierte die McFarland-Twins-Band im amerikanischen Rundfunk in der Jack Benny Show. Die McFarland-Zwillinge traten auch in dem Musikfilm Meet the Maestros und im Kurzfilm Film Vodvil: Three Sets of Twins (1946, Regie Ben K. Blake) auf.
Der Pianist Geoffrey Clarkson (* 1914) spielte in ihrer Band.